# فریدون مومند

فریدون مومند (زاده ۱۳۴۷ ولسوالی گوشته - ولایت ننگرهار) سیاستمدار افغانستانی و نماینده مردم ولایت ننگرهار در دوره‌های پانزدهم و شانزدهم مجلس نمایندگان است.

## زندگی‌نامه
فریدون مومند زاده ۱۳ از ولسوالی ولایت ننگرهار است. وی تحصیلات متوسطه خود را در لیسه/دبیرستان خوشحال خان به اتمام برد.

## دیگر فعالیت‌ها
دیگر فعالیت‌های وی:
- فعالیت در بخش نظامی و فرماندهی قول‌های مختلف اردو (۱۳۶۵–۱۳۶۹).
- رئیس سرحدات و قبائل ولایت ننگرهار (۱۳۸۰–۱۳۸۳).
- نماینده مردم ننگرهار در ادوار ۱۵ و ۱۶ مجلس نمایندگان افغانستان.